# トランクイロ・バルネッタ
トランクイロ・バルネッタ（Tranquillo Barnetta, 1985年5月22日 - ）は、スイス・ザンクト・ガレン州ザンクト・ガレン出身の元サッカー選手。現役時代のポジションはミッドフィールダー。

## 経歴
EURO2004は当初メンバー入りはならなかったが、負傷したMFヨアン・ロンファの代わりに登録された。19歳の若さでのA代表招集だった。
2006 FIFAワールドカップ予選での活躍で一躍脚光を浴びたスイスゴールデンエイジの代表選手。右サイドならどこでもこなせ、左サイドハーフでもプレーできる。ワールドカップのグループステージトーゴ戦では試合を決めるゴールを決めた。
2004年10月、ブンデスリーガ初先発で1得点したばかりだったが、十字靭帯を損傷して長期離脱した。
2005年7月から在籍するバイエル・レバークーゼンではスタメンに定着した。
しかし2011-12シーズンは負傷による長期離脱の影響もあり出場機会が激減。
2012年7月2日、契約満了に伴い3年契約でシャルケ04へ移籍した。チャンピオンズリーグとリーグ戦を並行する同チームにおいて出場機会を得たもののレギュラー陣を脅かすまでのインパクトを与えることは出来ず、翌2013-14シーズンはアイントラハト・フランクフルトへレンタル移籍した。
2015年7月29日、フィラデルフィア・ユニオンに移籍した。

## 所属クラブ
- FCザンクト・ガレン 2002-2004

→ ハノーファー96 2004-2005 (loan)
- バイエル・レバークーゼン 2004-2012
- シャルケ04 2012-2015

→ アイントラハト・フランクフルト 2013-2014 (loan)
- フィラデルフィア・ユニオン 2015-2017
- FCザンクト・ガレン 2017-2019

## 代表歴

### 出場大会
- スイス代表
  - 2006 FIFAワールドカップ
  - 2010 FIFAワールドカップ
  - 2014 FIFAワールドカップ

### 試合数
- 国際Aマッチ 75試合 10得点（2004年-2014年）[3]

| スイス代表 | 国際Aマッチ | 国際Aマッチ |
| 年         | 出場        | 得点        |
| ---------- | ----------- | ----------- |
| 2004       | 2           | 0           |
| 2005       | 8           | 0           |
| 2006       | 10          | 3           |
| 2007       | 10          | 3           |
| 2008       | 10          | 0           |
| 2009       | 9           | 0           |
| 2010       | 9           | 0           |
| 2011       | 1           | 2           |
| 2012       | 7           | 2           |
| 2013       | 6           | 0           |
| 2014       | 3           | 0           |
| 通算       | 75          | 10          |